# Volo Caspian Airlines 7908
Il volo Caspian Airlines 7908 era un volo passeggeri di linea da Teheran, Iran, a Erevan, Armenia, che il 15 luglio 2009 precipitò nei pressi del villaggio di Jannatabad, fuori dalla città di Qazvin, in Iran, provocando la morte di tutti i 153 passeggeri e i 15 membri dell'equipaggio.

## L'aereo
Il velivolo era un Tupolev Tu-154M, marche EP-CPG, numero di serie 87A748. Volò per la prima volta nel 1987 e venne consegnato nell'aprile dello stesso anno a Bakhtar Afghan Airlines. Passò poi a Caspian Airlines nel marzo 1998. Era equipaggiato con 3 motori turboventola Soloviev D-30KU-154-II. Al momento dell'incidente, l'aereo aveva accumulato 26 593 ore di volo in 16 248 cicli di decollo-atterraggio.
Il Tu-154 era stato sottoposto a controlli di sicurezza nel giugno 2009 e aveva ottenuto la licenza per volare fino al 2010. Lo affermò anche un ufficiale dell'aviazione armena, sostenendo che l'aereo era passato attraverso controlli tecnici all'aeroporto di Mineral'nye Vody della Russia meridionale a giugno.

## I passeggeri
38 (inclusi due membri dell'equipaggio) dei 168 passeggeri erano cittadini iraniani. 40 passeggeri erano cittadini armeni. C'erano anche due georgiani a bordo, due canadesi, due con doppia nazionalità australiana-iraniana e due iraniano-americani.

## L'incidente
L'aereo precipitò alle 11:33 Iran Daylight Time (07:03 UTC), 16 minuti dopo il decollo dall'aeroporto Internazionale di Teheran-Imam Khomeini. Secondo le autorità, la coda dell'aereo prese improvvisamente fuoco. Il pilota virò, cercando di trovare un punto sicuro dove atterrare, ma senza successo. L'aereo si schiantò in un campo, scavando un cratere profondo fino a 10 metri. Un testimone oculare sostenne di trovarsi a meno di 300 metri dal luogo dell'incidente e descrisse l'evento come se "l'aereo fosse appena caduto dal cielo". Tre ore dopo l'incidente, rimanevano ancora incendi su un'area di 200 metri quadrati. Un testimone disse Fars News Agency:
Il registratore vocale della cabina di pilotaggio e il registratore dei dati di volo vennero trovati il 16 luglio; gli investigatori riuscirono ad accedere e analizzare entrambi.

## Conseguenze
Il presidente iraniano Mahmoud Ahmadinejad espresse le sue condoglianze alle famiglie delle vittime. Il 15 luglio 2009, il presidente armeno Serzh Sargsyan firmò un decreto nel quale stabiliva un lutto nazionale per il giorno successivo in Armenia.

## Le indagini
Il 15 luglio, il presidente armeno Serzh Sargsyan annunciò l'istituzione di una commissione governativa per indagare sull'incidente. Sarebbe stata diretta dal vice primo ministro Armen Gevorgyan.
I funzionari iraniani indicarono che l'incidente era stato causato da ragioni tecniche. Affermarono che il motivo principale dell'incidente era un guasto al motore e la sua distruzione causata da un bird strike, che provocò un incendio che portò alla perdita di controllo e allo schianto.
Il 23 dicembre 2014 fu pubblicata una cronologia degli eventi: durante la salita alla quota di crociera di 32 000 piedi (9 800 m), l'equipaggio aveva inviato una comunicazione riguardante un incendio al motore numero uno. La salita era stata interrotta a 29 000 piedi (8 800 m). L'aereo, tre minuti prima dello schianto, aveva effettuato una virata di 270 gradi, quindi aveva iniziato a scendere rapidamente con un'elevata velocità verticale di circa 70 metri al secondo. 16 minuti dopo il decollo, il Tu-154M, ad alta velocità, era entrato in collisione con il suolo in un campo vicino al villaggio di Jannatabad, a circa 120 km dall'aeroporto di partenza. L'aereo venne distrutto nell'impatto. Sul luogo del disastro si formò un cratere la cui profondità era di circa 10 metri. La commissione scoprì che fu la causa del disastro fu la disintegrazione del compressore a bassa pressione nel motore numero uno che sparse detriti danneggiando la fusoliera e le linee del carburante, provocando la rapida propagazione di un incendio.
Il rapporto finale sull'incidente venne probabilmente pubblicato dalle autorità iraniane nel 2011, sebbene non sia stato oggetto di maggiore attenzione fino a quando non fu parzialmente tradotto in inglese nel 2019. Il rapporto rilevò che l'incidente era stato causato dal guasto dovuto a fatica della turbina di primo stadio del compressore a bassa pressione nel motore n.1, che provocò la disintegrazione del disco. I frammenti distrussero il motore n.1, recisero i sistemi idraulici n.1 e n.3 e recisero parzialmente le linee del carburante del motore n.2. I componenti caldi e il fluido idraulico infiammarono il carburante fuoriuscito dalle tubazioni danneggiate e causarono un grande incendio che divampò nella sezione di coda dell'aereo. Questo incendio, a sua volta, distrusse le aste che azionavano le superfici di controllo posteriori (equilibratori e timone), con la perdita di controllo dell'aereo.
Prima dell'incidente il produttore dell'aereo, Tupolev, aveva pubblicato un bollettino di servizio che richiedeva test più rigorosi dei componenti del compressore a bassa pressione. Tuttavia, questo era stato fornito solo in russo agli operatori russi. Sei giorni dopo lo schianto di EP-CPG, Tupolev rilasciò bollettini di servizio equivalenti a tutti gli operatori.